# ウダ・ケンスケ
ウダ・ケンスケ（漢字表記：宇多 健介、1962年（昭和37年）3月3日 - ）は、日本の現代美術家、油彩アーティスト。作品は風景が多く、主にフランスを拠点に活動し欧州を中心に高く評価されている。

## 来歴
東京都千代田区出身。1980年（昭和55年）に東京都立日比谷高等学校を卒業。1浪ののち、東京芸術大学美術学部日本画科に進学し、1985年（昭和60年）に卒業、引き続き同大学大学院美術研究科に進み、1987年（昭和62年）に修士課程を修了する。修了制作は次席だった。1992年（平成4年）同博士後期課程を修了、博士（美術）を取得した。
自らの作品制作を行うかたわら、芸術イベント『GEIKAKU』プロジェクトのチェアマンを務め、アーティスト集団『ボーダーライン』を主宰し、若手アーティストのプロデュースを行うなど、活発な活動を展開している。同集団は、フランスにも版権を管理するエージェントオフィスをもつ。
風景画を得意とする背景には、クロード・モネやピエール＝オーギュスト・ルノワールら印象派の画家からの影響を受けている部分も強くある。宇多は、「クロード・モネのトルヴィルの浜辺に感銘を受け油彩アーティストを志した」と述べている。
味わい深い色彩感覚や斬新な描画アングルが高く評価されている。
近年ではフランスでの活動に加えて日本でも活動していく予定があると公言している。